# Morti nel 251
| Questa pagina contiene informazioni ricavate automaticamente dalle voci biografiche con l'ausilio del template Bio e di un bot. L'aggiornamento è periodico e automatico e ricostruisce completamente la pagina. Se manca una persona in questa lista, sei pregato di non aggiungerla, ma accertati piuttosto che la sua voce biografica contenga il template Bio e che i dati anagrafici siano correttamente compilati. Se il template Bio manca, inseriscilo tu stesso o, in alternativa, metti l'avviso {{tmp\|Bio}} che ne segnala la mancanza. Se i dati riportati sono sbagliati, correggi direttamente la voce biografica; le modifiche saranno visibili in questa lista entro pochi giorni. Per chiarimenti vedi il progetto biografie. La lista contiene solo le 12 persone che sono citate nell'enciclopedia e per le quali è stato implementato correttamente il template Bio. Pagina aggiornata al 2 mag 2025. |

- 5 febbraio - Sant'Agata, santa romana
- 31 marzo - Acacio Agatangelo, santo
- 1º luglio - Decio, imperatore romano (n. 201)
- 1º luglio - Erennio Etrusco, imperatore romano
- 10 luglio - Anatolia, romana
- 19 agosto - Magno di Anagni, vescovo romano
- Aureliano, romano (n. 200)
- Isidoro di Chio, santo egiziano
- Mosè di Roma, santo e sacerdote romano
- Nestore di Magydos, vescovo
- Ostiliano, imperatore romano (n. 230)
- Gaio Giulio Prisco, ufficiale romano